# 中国国家基因库

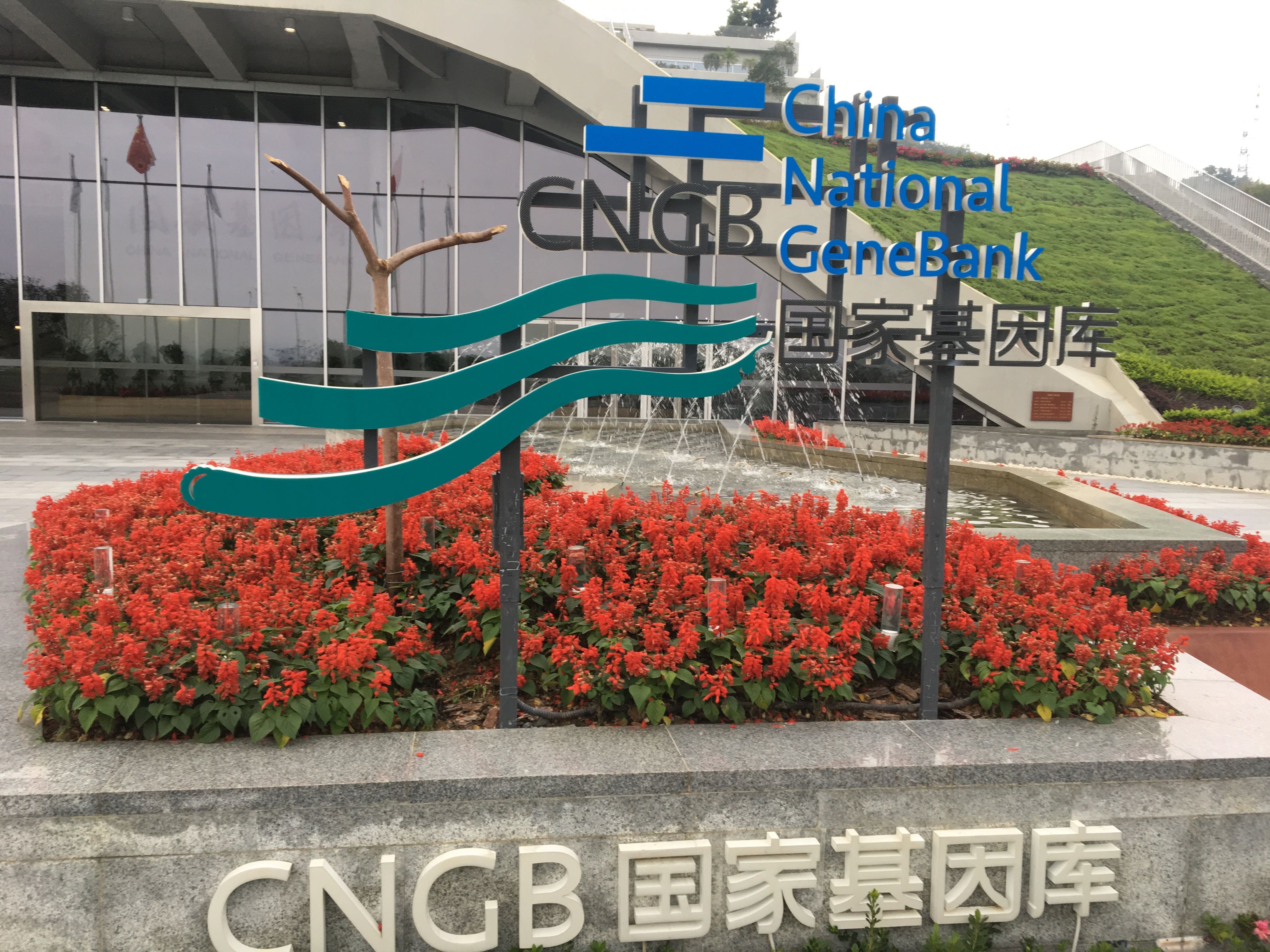
中国国家基因库位于深圳市大鹏新区

深圳国家基因库（China National GeneBank，簡稱CNGB），(坐標：22°35′25.17″N 114°27′36.78″E / 22.5903250°N 114.4602167°E)位于深圳市大鹏新区观音山脚下，是中国的国家级基因库。目前，深圳国家基因库与数据库如美国國家生物技術信息中心(NCBI)、欧洲分子生物學實驗室(EBI)、日本DNA数据库(DDBJ) 等数据库进行交换和共享数据，与生物库像斯瓦尔巴全球种子库，海德堡大学，史密森尼学会等生物库建立了全球合作体系。

## 简介
2011年，国家发改委等四个部委批复同意深圳市依托深圳华大生命科学研究院组建深圳国家基因库。2016年9月22日，深圳国家基因库正式投入运营。深圳国家基因库首任主任为梅永红。
深圳国家基因库位于深圳市大鹏新区观音山脚下。国家基因库主体工程分为两期，一期工程总投资7.8亿元。占地面积4.75万平方米，位于梯田上，从一层到三层依次是高通量基因测序房、超级计算房、冷冻资源房。深圳国家基因库由“生物信息数据库”（基因、蛋白、分子、影像等多组学生物信息学数据库），“生物样本资源库”（多样性生物样本及物种遗传资源库，动物资源、植物资源、微生物资源、海洋资源等等），数字化平台（集自动化、信息化、高效、低成本于一体）等组成。深圳国家基因库目前可存储千万级生物样本资源，已经建成了PB级数据的可访问能力。它是中国首个获批筹建的国家级基因库，是世界上继美国國家生物技術信息中心(NCBI)、欧洲分子生物學實驗室(EBI)、日本DNA数据库(DDBJ) 之后第四个基因库，也是当时世界最大的综合型基因库。

## 参見
- 中国科学院北京基因组研究所
- 华大基因
- 美国国家生物技术信息中心(NCBI)
- 欧洲生物信息研究所(EBI)
- 日本DNA数据库(DDBJ)
- 斯瓦尔巴全球种子库
- 英國千年種子庫（英语：Millennium Seed Bank Partnership）
- 海德堡大学
- 史密森尼学会
- 千人基因组计划（1000 Genomes Project）
- 千植物基因组计划（英语：1000 Plant Genomes Project）